# Българска лига по хипертония
Българската лига по хипертония (БЛХ) е сдружение с нестопанска цел. То осъществява своята дейност в обществена полза.
Сдружението е основано през 1992 г. от акад. проф. Чудомир Начев, който е и негов пръв председател до 2005 г.

## Цели
Основните цели на БЛХ се свързани с диагностиката и лечението на хипертонията. Те са залегнали в устава на сдружението: 
- подобряване диагностичната ефективност, контрол и профилактика на артериалната хипертония сред населението;
- осъществяване на контакти със сродни организации в България и чужбина
- разработване, организиране и провеждане на програми за поддържане и осъвременяване квалификацията по хипертензиология и на специализации за лекари в рамките на тяхната компетентност;
- участие в проекти, свързани с опазване здравето на населението, медицински проучвания и дейности, свързани с намаляване усложненията на свързаните с артериалната хипертония заболявания, както и осъществяване на контакти и взаимодействия с пациентски организации;
- разработване и актуализиране на стандарти и оценка на качество в областта на хипертензиологията и съпътстващите заболявания;
- способстване за намаляване заболеваемостта и смъртността от свързаните с артериалната хипертония сърдечно-съдови заболявания.

## История
БЛХ е основана през 1992 г. Първи председател на сдружението е акад. проф. Чудомир Начев (1992 – 2005 г.). Следващият председател е проф. Светла Торбова (2006 – 2018). Понастоящем сдружението се ръководи от проф. Арман Постаджиян. 
БЛХ е асоцииран член на Европейското дружество по хипертония 

## Управителен съвет
С мандат 2018 – 2023 г.
- проф. д-р Арман Шнорк Постаджиян, д.м. – председател на УС
- проф. д-р Федя Петров Николов, д.м.
- проф. д-р Димитър Христов Раев, д.м.
- проф. д-р Снежанка Томова Тишева-Господинова, д.м.
- проф. д-р Йото Трифонов Йотов, д.м.
- проф. д-р Борис Илиев Богов, д.м.
- акад. проф. Лъчезар Динчов Трайков, д.м.
- доц. д-р Константин Николов Рамшев, д.м.
- проф. д-р Сабина Захариева Захариева, д.м.

## Научни изяви
БЛХ организира ежегодно следните научни събития:
- Научен симпозиум ARTERIALE
- Кампания „Световен ден на хипертонията“

БЛХ издава научно списание - Списание на Българската лига по хипертония , което е включено в Националния референтен списък на съвременни български научни издания с научно рецензиране на Националния център за информация и документация.